# Куликовська битва

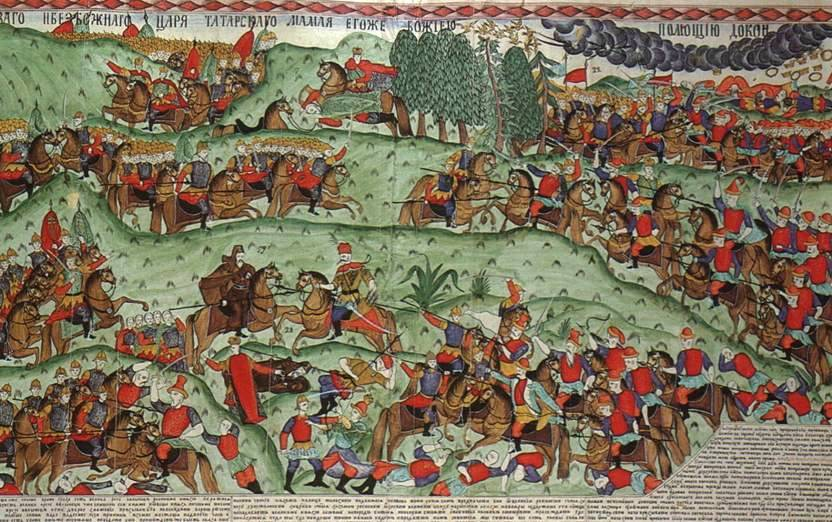
Куликовська битва. Російський лубок, 1890-ті роки.

Кулико́вська би́тва (рос. Куликовская битва, Мамаево побоище, Донское побоище) — битва, яка відбулася 8 вересня 1380 року між військом московського князя Дмитра Донського й військом претендента на ханський престол — Мамая на Куликовому полі між річками Доном, Непрядвою та Красивою Мечею (тепер Тульська область, Росія). Згідно з неофіційними російськими джерелами, це була битва між підконтрольними законному хану Золотої Орди Тохтамишу Москвою, Тверрю і Тулою і між Владимиром та Рязанню, підконтрольними узурпатору Мамаю, наслідком перемоги стала більша самостійність[джерело?] московських князів.

## Причини
На початку 1360-х татарський темник половецького походження Мамай Кіят захопив владу в Золотій Орді. За законами лише чінгісид (нащадок Чингісхана) міг отримати титул хана, тому Мамай проголосив ханом свого ставленика Абдулу. Більшість татарської знаті та васалів Золотої Орди не визнали його, і фактично під владою Мамая залишалася тільки західна частина Золотої Орди.
У 1377 році хан Тохтамиш, за підтримки Тимура, почав завоювання Золотої Орди. За цих умов Московські князі виступили на боці чінгісида Тохтамиша й не визнали влади Мамая.

## Зауваження щодо чисельності військ

### Історичні дані
Дані щодо чисельності військ, які брали участь у битві, істотно розходяться.
Російський історик Сергій Соловйов у своїй роботі «Історія Росії з давніх часів» (1851-1879) вказує таку чисельність московських військ: 400 тисяч, хоча й зазначає при цьому, що «историк и не имеет обязанности принимать буквально последнего показания».
Велика Радянська Енциклопедія визначає кількість військ Мамая до 100—150 тис. осіб і до 100—150 тис. осіб на боці московського князівства.
Радянський військовий історик Євген Разін оцінив загальну чисельність населення Московського князівства наприкінці XIV-го століття в 250—300 тис. мешканців, вважав 10 % мобілізаційну напругу і, відповідно, чисельність війська в 25-30 тисяч воїнів від Московського князівства і 25-30 тис. від союзників (разом 50-60 тис.) малоймовірною.
Радянський археолог Анатолій Кірпічніков у роботі «Куликовська битва» шляхом дослідження аналогічних за масштабом битв середньовіччя визначив, що в середньому на кожні 500 метрів фронту припадало не більше як 3-5 тис. воїнів з кожного боку[джерело?].

### Сучасні дослідження[джерело?]
Методами палеогеографії встановлено, що розмір вільної від лісу частини Куликовського поля становив близько 2 км² — до 1 км завширшки, до 2-х завдовжки. Для порівняння — площа поля Грюнвальдської битви становила близько 4 км² і на ньому розмістилось 66 тисяч війська: 27 тисяч Тевтонського ордена — у дві лінії фронтом 2.5 км та 39 тисяч об'єднаного польсько-литовсько-руського — у три лінії фронтом 2-2.5 км.
Враховуючи висновки Анатолія Кірпічнікова щодо існуючих на той час норм насиченості поля бою військами та зважаючи на довжину фронту 1 км, загальна чисельність військ у Куликовській битві не могла перевищувати 10-12 тисяч воїнів з кожного боку.

## Зауваження щодо місця битви, результатів
Попри багаторічні дослідження на визначеному місці битви, площу якого у 25 гектарів повністю дослідили, не віднайдено жодних слідів побоїща, що є дуже дивним, для такої великої кількості воїнів.

## Альтернативна версія
Логічним поясненням відсутності археологічних знахідок за шість століть є відсутність самої битви, або її незначний масштаб. Історики зазначають можливість зустрічі противників, що включало авангардні бої, проте Мамай з отриманням звістки про наближення Тохтамиша, уникаючи двох битв за дуже малий проміжок часу, відступив у степ для бою із сильнішим за Дмитра ворогом — Тохтамишем.
Є значні суперечності в тезах Великої Радянської Енциклопедії про розгром на Куликовському полі 100—150 тисячного війська Мамая та втрати ним 8/9 воїнів, з урахуванням, що той самий Мамай з такими ж силами через два тижні зійшовся в битві з ханом Тохтамишем на ріці Калці. Неможливо за два тижні зібрати нове військо. Сумнівною є і сама чисельність військ Мамая та Дмитра, яка є завищеною мінімум в 2-4 рази[неавторитетне джерело].
Велика битва між московитами й татарами (1380) згадується в текстах німецьких хронік XIV—XVI століть. Однак, на відміну від московських джерел, там також зазначається, що після цієї битви навперейми московитам прийшли литовці (у яких татари просили допомоги), і, побивши, відібрали у них здобич. Вочевидь, тут мається на увазі військо литовського князя Ягайла, який ішов на допомогу Мамаю, але не встиг до початку Куликовської битви.
Символічним є той факт, що після перемоги 1380 року на Куликовому полі князь Дмитро Іванович Донський не звільнив московські землі від залежності й утік зі столиці Москви 1382 року. Князю був виданий ярлик на московське княжіння, його сина Василя взято в почесні заручники, на державу було накладено вдвічі більшу данину, ніж раніше, і загалом Московське князівство ще майже сто років платило данину степнякам.

## Наслідки
За офіційною версією, після поразки Мамай відправився назустріч війську Тохтамиша, де на річці Калка зазнав поразки та втік на землі Кримського ханства і Великого Князівства Литовського[джерело?]. Його син Мансур–Кият, нащадок Чингісхана по лінії родоводу від матері, прийняв підданство великого князя литовського, православну віру і титул князя Глинського разом із городом-фортецею Глинськ у сучасній Сумській області. Серед його нащадків Іван Грозний (який також був нащадком Дмитра Донського), а також перші козацькі отамани Запорізької Січі.
У 1382 році хан Тохтамиш захопив і спалив Москву. З міста втекли князь Дмитро Донський, митрополит Кипріан, а її оборону очолив литовський князь Остей, який привіз перші гармати. Згідно з однією з гіпотез, Мамай із кіннотою покинув поле бою, вирушивши назустріч Тохтамишу, а Дмитро Донський винищив союзну Мамаю генуезьку піхоту з Криму.

## Цікаві факти
- Поразка Мамая на Куликовому полі згадується в «Енеїді» Котляревського[21].